# 郑文宝
鄭文寶（953年—1013年），字仲賢，汀州寧化水茜乡郑家坊（今屬福建）人。
生於后周太祖广顺三年（953年），其父闽国、南唐将领鄭彥華。深得徐鉉真傳，初事李煜，以文學選爲清源郡公李仲寓掌書記，累官校書郎。南唐灭亡，宋朝録用江南故臣，鄭文寶羈留汴梁，不做官。李煜以環衛官奉朝請，鄭文寶披蓑衣戴斗笠，假装賣魚去见李煜。李煜去世后，鄭文寶在太平興國八年（983年）登進士，授与修武（今河南获嘉）主薄。淳化二年（991年），调任殿中丞，出使四川、陕西。历官大理评事、颖洲通判、陕西转运使。祥符元年（1008年），官至兵部员外郎。大中祥符三年（1010年）写成《江表志》3卷。
鄭文寶善小篆，留世作品有《峄山碑》，徐铉说：“篆字难于小而易于大，文宝的篆书小字胜过李阳冰，大字则与之不相上下。”又工詩，有“水暖凫翳行哺之，溪深桃李卧开花。”之句（《题绿野堂》），欧阳修赞叹说“不减王摩诘、杜少陵。”大中祥符六年（1013年）逝世于襄城。著有《南唐近事》二卷、《历代帝王谱》、《谈苑》、《玉玺记》、《郑文宝集》等。

## 延伸阅读
[在维基数据编辑]
 在维基文库阅读此作者作品（ 在维基共享资源阅览影像）
 《宋史/卷277》，出自脱脱《宋史》